# 约翰·莫米斯
约翰·莫米斯（英語：John Momis，1942年3月3日—）是一位巴布亚新几内亚政治人物，前任巴布亚新几内亚驻华大使、布干维尔自治区主席。

## 生平
莫米斯出生于新几内亚领地莱城。1970年代当选国民议会议员，曾参与编写《巴布亚新几内亚宪法》，并致力于布干维尔岛独立建国。独立失败后，莫米斯回归巴布亚新几内亚国家政治。1999年至2005年任布干维尔省省长。2007年出任巴布亚新几内亚驻华大使。2010年离任回国，代表新布干维尔党参加布干维尔自治区主席选举，击败争取连任的詹姆斯·塔尼斯，成功当选。并于2015年成功连任。